# Dendrobium marmoratum
Dendrobium marmoratum är en orkidéart som beskrevs av Heinrich Gustav Reichenbach. Dendrobium marmoratum ingår i släktet Dendrobium, och familjen orkidéer.
Artens utbredningsområde är Burma. Inga underarter finns listade i Catalogue of Life.